# Caio Calpúrnio Pisão Crasso Frúgio Liciniano
Caio Calpúrnio Pisão Crasso Frúgio Liciniano (em latim: Gaius Calpurnius Piso Crassus Frugi Licinianus; 118) foi um senador romano nomeado cônsul sufecto para o nundínio de 13 de janeiro a abril de 87 com Lúcio Volúsio Saturnino. É conhecido por ser um suspeito de tramar contra a vida do imperador Nerva. Por conta disto, passou o resto de sua vida exilado de Roma em vários locais. Libão Rupílio Frúgio, cônsul sufecto em 88, era seu irmão.

## Família
Crasso Frúgio veio de uma antiga família consular republicana e era filho de Marco Licínio Crasso Frúgio, cônsul em 64, e descendente do triúnviro Marco Licínio Crasso. Por meio de uma adoção, tornou-se membro da gente Calpúrnia. Por esta razão, John D. Grainger atribui a Crasso Frúgio uma forte antipatia em relação ao imperador Nerva, cujos ancestrais não eram tão ilustres quanto os seus e afirma que foi por isto que ele tramou contra Nerva.
Grainger também descreve Crasso como uma pessoa pouco inteligente e sua tentativa de subornar a Guarda Pretoriana foi rapidamente detectada. Segundo Dião Cássio, Nerva convidou Crasso Frúgio e seus co-conspiradores a se sentarem ao lado dele num espetáculo (Grainger sugere que teria sido durante os Jogos Plebeus em novembro de 96) e, à vista de todos, entregou-lhes espadas "para que as inspecionassem e verificassem se estavam afiadas (como era praxe), mas na realidade para mostrar-lhes que ele não se importava se morresse ali naquele momento". Na prática, Nerva os desafiou a matá-lo ali mesmo. Crasso, percebendo a futilidade de seus atos, recuou. Apesar dos protestos pedindo punições mais severas pelo Senado, Nerva exilou Crasso e sua esposa para Tarento.
Depois da morte de Nerva e da ascensão de Trajano, os dois foram reconvocados do exílio, mas novamente se envolveram em conspirações e acabaram exilados novamente, desta vez para uma ilha na costa da Itália. Crasso ainda vivia lá quando Trajano morreu, em 118, e foi lá que acabou sendo assassinado logo nos primeiros meses do reinado de Adriano. A História Augusta relata que Crasso foi assassinado pelo procurador da ilha acusado de conspirar contra Adriano, que não queria que ele fosse morto.